# Troglohyphantes zanoni
Troglohyphantes zanoni este o specie de păianjeni din genul Troglohyphantes, familia Linyphiidae, descrisă de Pesarini, 1988.
Este endemică în Italia. Conform Catalogue of Life specia Troglohyphantes zanoni nu are subspecii cunoscute.